# Principe dei gigli
Il Principe dei gigli è l'ipotesi ricostruttiva di affresco minoico realizzato sull'isola greca di Creta attorno al 1550 a.C.
Una copia moderna del Principe dei Gigli è situata nel lungo corridoio noto come il Corridoio della Processione al palazzo di Cnosso, mentre l'originale viene esposto al Museo archeologico di Candia.
La figura del cosiddetto "re sacerdote" di Cnosso è una delle più popolari immagini dell'arte minoica, tuttavia la sua ricostruzione è arbitraria. 
L'affresco rappresenta un uomo con un copricapo riccamente decorato nell'intento di attirare qualcosa verso di se. È costituito da tre antichi frammenti di intonaco dipinto (la corona, il tronco, la gamba sinistra); le altre parti sono moderne e dunque posticce o ipotetiche. Quando Arthur Evans scoprì i frammenti d'intonaco nel 1901, scrisse che questi appartenevano a differenti personaggi e che «il tronco potrebbe suggerire la figura di un pugile». L'osservazione anatomica di questo tronco mostra una poderosa muscolatura contratta sulla sinistra; il braccio scomparso era sicuramente in posizione ascendente, poiché il muscolo pettorale è sollevato. Queste osservazioni ci permettono di concludere che il tronco fosse quello di un pugile, somigliante alle molte rappresentazioni atletiche incise sul Vaso del Pugile proveniente da Agía Triáda. La corona di gigli apparteneva a un altro personaggio, forse una sacerdotessa (come nel sarcofago di Agía Triáda). I rilievi dipinti dei due atleti che lottano nel palazzo di Cnosso erano sicuramente il modello dell'affresco dei Bambini che lottano di Akrotiri a Thera.